# About Time (альбом Ten Years After)
| Оценки критиков | Оценки критиков |
| Источник        | Оценка          |
| --------------- | --------------- |
| Allmusic        | [ 1 ]           |

About Time — девятый студийный альбом британской блюз-роковой группы Ten Years After, выпущенный в 1989 году на лейбле Chrysalis Records. Это первый за пятнадцать лет (со времени выхода в 1974 году релиза Positive Vibrations) и последний альбом коллектива, записанный с участием основателя, вокалиста и автора большинства его песен — Элвина Ли.
Пластинка заняла 120 место в американском чарте Billboard 200.

## Список композиций
1. «Highway of Love» (Стив Голд[англ.], Элвин Ли) — 5:13
2. «Let’s Shake It Up» (Голд, Ли) — 5:14
3. «I Get All Shook Up» (Ли)— 4:38
4. «Victim of Circumstance» (Ли) — 4:29
5. «Goin’ to Chicago» (Тим Хинкли[англ.], Ли) — 4:22
6. «Wild Is the River» (Голд, Ли) — 3:53
7. «Saturday Night» (Голд, Ли) — 4:06
8. «Bad Blood» (Тони Крукс, Лео Лайонс[англ.]) — 7:09
9. «Working in a Parking Lot» (Крукс, Лайонс, Энди Най[англ.]) — 4:52
10. «Outside My Window» (Голд, Ли) — 5:47
11. «Waiting for the Judgement Day» (Голд, Ли) — 4:30

## Участники записи
Ten Years After
- Элвин Ли — вокал, гитара
- Лео Лайонс[англ.] — бас-гитара
- Рик Ли[англ.] — ударные
- Чик Черчилл[англ.] — орган

Дополнительный персонал
- Ник Карлс — бэк-вокал
- Джими Джемисон — бэк-вокал

Технический персонал
- Терри Меннинг[англ.] — аудиоинженер, продюсер

## Позиция в чартах по странам
| Страна   | Позиция в чартах |
| -------- | ---------------- |
| Германия | 87               |
| США      | 120              |